# Larangan (Lohbener)
Larangan is een bestuurslaag in het regentschap Indramayu van de provincie West-Java, Indonesië. Larangan telt 5113 inwoners (volkstelling 2010).